# Nucleu parțial
NetBSD rump kernel sau nucleu parțial este prima implementare a conceptului "anykernel"(oricare nucleu), concept în care driverele fie pot fi compilate sau rulate într-un nucleu monolitic sau în spațiul utilizatorului deasupra unui nucleu simplificat.
Driverele NetBSD pot fi utilizate deasupra nucleului parțial pe o gamă largă de sisteme de operare POSIX, ca de exemplu Hurd, Linux, NetBSD, DragonFly BSD, illumos și chiar Cygwin, împreună cu utilitele sistemului de fișiere strânse cu librăriile parțiale. Nucleele parțiale de asemenea pot rula fără POSIX direct deasupra hipervizorului Xen, unui micronucleu L4 folosind uneltele SO Genode sau chiar pe metal gol fară SO.

## Orice nucleu
Un orice nucleu e diferit ca concept de micronuclee, exonuclee, nuclee partiționate sau nuclee hibride în aceia că încearcă să păstreze avantajele unui nucleu monolitic, dar totuși permițând dezvoltarea mai rapidă a driverelor și adaugând securitate în spațiul utilizatorului. Conceptul de "orice nucleu" se referă la o abordare arhitectural agnostică a driverelor unde driverele pot fi sau compilate în nucleu monolitic sau rulate ca  proces în spațiul utilizatorului, în stil micronucleu, fără schimbări de cod. Împreună cu drivere, un concept mai larg e luat în considerare unde nu numai driverele sunt incluse ci și sistemele de fișiere și stiva de rețea.

## Utilitele de acces al sistemului de fișiere
Utilitele de acces la sistemul de fișiere (fs-utils) e un subproiect strâns cu librariile parțiale. Acesta își propune să aibă un set de utilite de acess și modificare a imaginii sistemului de fișiere  fără ca aceasta să fie montată. Fs-utils nu necesită cont superutilizator ca să acceseze imaginea sau dispozitivul. Avantajul lui fs-utils față de proiecte similare ca mtools e suportul utilizării comenzilor Unix de sistem de fișiere cunoscute (ls, cp, mv, cd, etc.) pentru un număr larg de sisteme de fișiere care sunt suportate de NetBSD.